# Bjorn Kristensen (ur. 1993)
Bjorn Kristensen (ur. 5 kwietnia 1993) – maltański piłkarz grający na pozycji pomocnika. Obecnie jest zawodnikiem klubu Hibernians FC.

## Kariera piłkarska
Kristensen jest wychowankiem klubu Hibernians FC, w którym nieprzerwanie występuje od początku profesjonalnej kariery.

## Kariera reprezentacyjna
W reprezentacji Malty zadebiutował 29 lutego 2012 roku w towarzyskim meczu z Liechtensteinem. Na boisku przebywał przez całą pierwszą połowę.
| Mecze i gole w reprezentacji | Mecze i gole w reprezentacji | Mecze i gole w reprezentacji | Mecze i gole w reprezentacji | Mecze i gole w reprezentacji | Mecze i gole w reprezentacji | Mecze i gole w reprezentacji |
| #                            | Data                         | Stadion                      | Rywal                        | Wynik                        | Gol                          | Rozgrywki                    |
| 2012                         | 2012                         | 2012                         | 2012                         | 2012                         | 2012                         | 2012                         |
| ---------------------------- | ---------------------------- | ---------------------------- | ---------------------------- | ---------------------------- | ---------------------------- | ---------------------------- |
| 1.                           | 29.02.2012                   | Attard, Malta                | Liechtenstein                | 2:1                          | 0                            | towarzyski                   |

## Sukcesy
Hibernians
- Puchar Malty: 2012, 2013